# 马格达莱纳省
马格达莱纳省是位于哥伦比亚北部加勒比海沿岸的一个省，首府圣玛尔塔，2018年人口为130万。
马格达莱纳省因流经的马格达莱纳河而得名。